# Arsenda de Áger

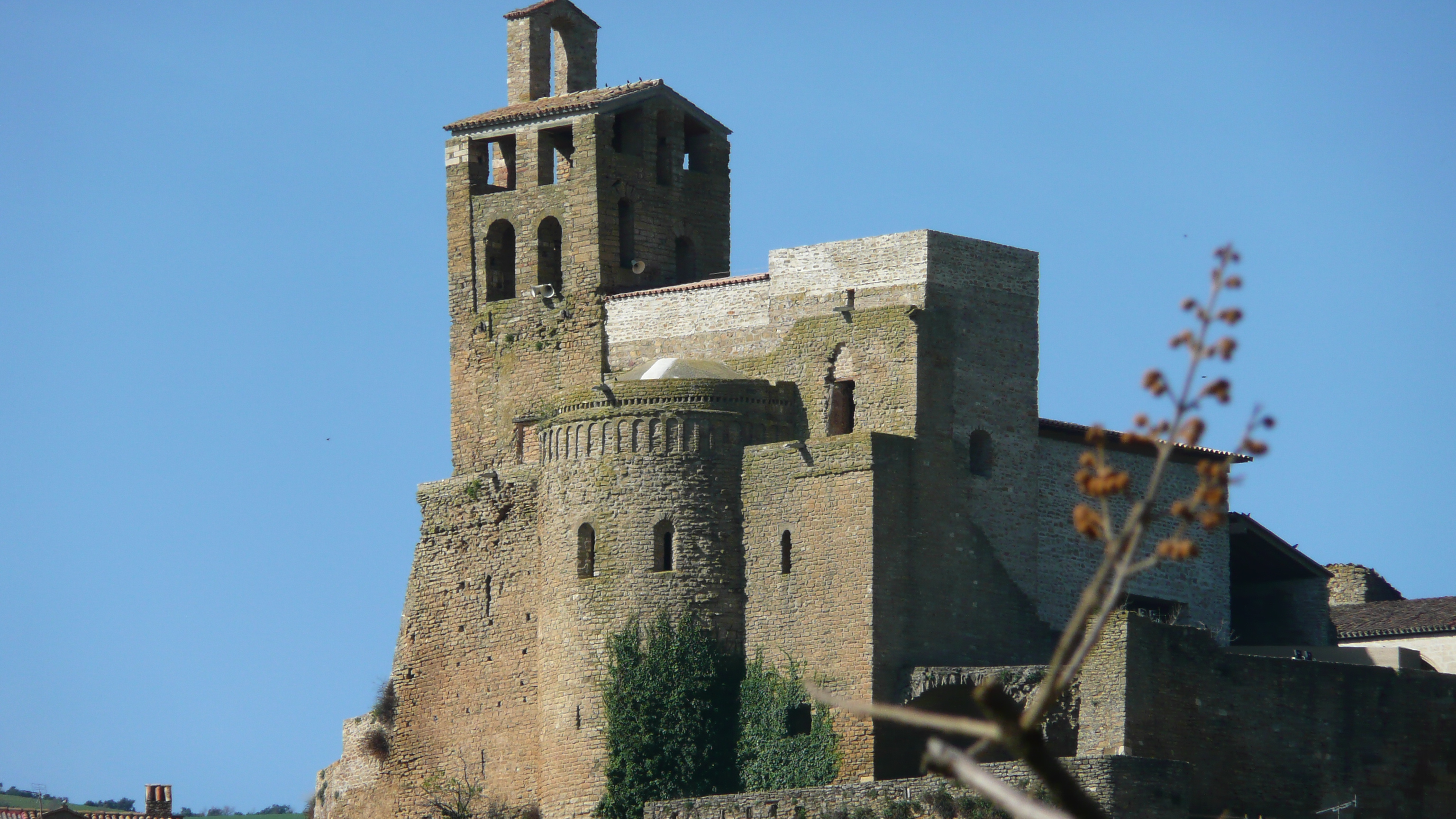
Castillo de Àger

Arsenda de Àger fue una mujer de la pequeña nobleza del siglo XI, hija y esposa de caballero. Nació en 1015 (?) y parece que provenía de la familia Bernat de Fluvià; se casó con Arnal Mir de Tost, caballero del condado de Urgel, que intervino en la frontera contra los sarracenos y en la conquista del Valle de Àger, donde se instaló con Arsenda. Tuvieron cinco hijas y dos hijos; únicamente le sobrevivieron dos hijas: Letgarda, que se casó con Ponç Guerau, y Valença, casada con Ramón V, conde de Pallars Jussá.
Arsenda consta por primera vez junto a su marido en 1033 en la escritura de compra conjunta del castillo de Llordà (Pallars Jussá). Arsenda y Arnau conquistaron y repoblaron el Valle de Àger. Ambos firmaron escrituras en favor de iglesias y castillos; por ejemplo, en 1048, hicieron una escritura a favor de la Colegiata de San Pedro de Ager, que habían fundado y construido sobre una mezquita anterior. En el texto, Arnau y Arsenda se consideran repobladores, conquistadores y edificadores de un territorio donde antes había habido conflicto fronterizo.

## Mujer repobladora y civilizadora
Según Pierre Bonnassie, hay abundante documentación del siglo XI en que las mujeres  tienen una gran presencia, damas y reinas como Ermesenda de Carcasona, Almodis de la Marca o Llúcia de la Marca están plenamente documentadas como aprisiadoras (ved aprisió), edificadoras y repobladoras. 
Hay mujeres en todos los estamentos sociales (labradoras, artesanas, nobles...) que firman documentos y aparecen en el ritual del juramento feudal. Arsenda, como dama noble, contribuyó en la organización y articulación de los espacios acabados de incorporar que nos describe, en su testamento, como un valle fértil. Ella, como las pioneras anónimas en los tiempos de la colonización de la que ahora denominamos la Cataluña Nueva, no era una espectadora de la historia sino que actuaba sobre el territorio.
En el siglo XI, se documentan mujeres que colaboran en la colonización de las tierras fronterizas. Trabajaban junto a los hombres, algunas incluso tomaban la iniciativa, ocupaban tierras como Guinedilda que, sin hombre y con tres hijos y otras dos parejas pioneras, fue la primera en ocupar Cervera. Precisamente, fue Ermessenda quién concedió a Guinedilda y a los suyos el territorio que habían repoblado en un lugar estratégico de la frontera. Le otorgó una carta de forestación a su nombre el febrero de 1026. La condesa reconoce que se había producido una aprisión de tierras baldías y que  era la primera ocupante. Ella representa un símbolo de mujer repobladora legalmente reconocida por la autoridad feudal de la condesa Ermessenda. Nos encontramos en un contexto de una importante presencia femenina: campesinas que trabajan la tierra, repobladoras que fundan núcleos de población, mujeres titulares de castillos, y condesas que gobiernan.

## El testamento de Arsenda
Mediante su testamento datado el 23 de mayo de 1068, podemos saber que era una mujer culta, que sabía leer y escribir. Su guía son las Sagradas Escrituras, con las cuales piensa y dicta testamento, que firma con su propia mano. El testamento es escrito en latín, con un vocabulario culto, conciso, influido por el catalán. Se tiene que destacar el lenguaje simbólico y pleno de sentimiento del texto. Arsenda sugiere, pide, suplica que se haga su voluntad con unas frases donde se nota que, a pesar de que tenía poder social, al ser mujer no podía mandar ni ordenar al marido que se hiciera su voluntad. Detrás de este texto, muestra una gran personalidad y sus palabras han cautivado los historiadores.